# 馬場章夫の新・大阪大発見!
馬場章夫の新・大阪大発見!（ばんばふみおのしん・おおさかだいはっけん）は、毎日放送ラジオ（MBSラジオ）で2005年4月10日から2011年3月27日まで毎週日曜日の8:00 - 8:30に放送されていた大阪市の広報ラジオ番組。

## レギュラー出演者
パーソナリティ

- 馬場章夫
- 木谷美帆
  - 馬場・木谷とも、2008年3月までは、『ラジオの達人』（毎日放送ラジオ）木曜日にも出演していた。

コーナー出演

- 平松邦夫（第18代大阪市長、元MBSアナウンサー、2008年4月6日～2011年3月27日）
  - アナウンサー時代から馬場との交流が深く、番組内では馬場のことを、愛称の「バンちゃん」で呼ぶ。本編と別に収録されるコーナー「平松邦夫のげんき通信」と、番組内のジングルに毎回登場していた。
  - 大阪市主催のイベントと連動した当番組の公開録音にも、ゲストで数回出演。最終回（2011年3月27日放送分）では、馬場とのロングインタビューが放送された。

## 概要
2005年4月10日に『馬場章夫の大阪大発見!』のタイトルで放送開始。同年3月末に終了した「OSAKAときめきウェーブ」（ラジオ大阪）に代わる大阪市広報のラジオ番組としてスタートした。
「ごめんやす馬場章夫です」のパーソナリティ兼リポーターを32年務めた“街歩きの達人”馬場章夫が、大阪市の生活に密着した話題やイベント情報など、現場取材を交えて馬場ならではの目線で報告する。また、馬場の取材先にちなんだテーマで、毎回リスナーからのメッセージを募集・紹介。エンディングでは、大阪市関連の施設・イベントの招待券を、リスナープレゼントとして提供していた。
2008年4月6日から『馬場章夫の新・大阪大発見!』として、番組タイトルに『新』を加えてリニューアル。平松邦夫大阪市長（当時）による5分間のトークコーナー「平松邦夫のげんき通信」を、本編とは別に収録したうえで放送していた。
また、当番組の公式サイト内「ネットで聴く大発見♪」では、馬場のリポート・「平松邦夫のげんき通信」部分の音源をインターネット向けに配信していた。ただし、毎月1回の更新で、当該月の放送から1回分の音源しか公開されていない。
なお毎日放送ラジオでは、当番組の開始を機に、「馬場章夫の大阪大発見!インフォメーション」（2008年4月から「馬場章夫の新・大阪大発見!インフォメーション」）としてローカルスポットCM枠でも大阪市からの最新情報を随時放送。当番組と同じく、馬場・木谷が登場していた。

## 備考
- 馬場は、当番組が終了するまで、約39年間にわたって毎日放送ラジオ（MBSラジオ）への番組でレギュラーパーソナリティを務めていた。同局では、当番組の終了後もしばらく「新・大阪大発見!インフォメーション」を放送していたが、現在は流れていない。
- また、大阪市の広報ラジオ番組は、当番組終了後に再度ラジオ大阪での放送に移行し、2011年4月より『ええやん!おおさか』として毎週土曜日に放送されている。
- 毎日放送ラジオでは、当番組が放送される日曜日の午前中に、鳥居睦子（ごめんやす-の3代目アシスタント）がメインパーソナリティを務める『日曜出勤生ラジオ』を編成。一時は、当番組の次枠番組として、8:30から放送されていた。また、2012年4月から当番組の前枠（7:30 - 7:59）で放送されている『京都いちばん!』（京都府の広報番組）では、馬場・木谷が交代でリポーターを務めている。
- 2010年1月16・23日の放送では、木谷に代わって、鳥居が当番組にアシスタントとして出演。この期間は、「新・大阪大発見!インフォメーション」も、馬場・鳥居バージョンになっていた。